# Warszawa Stadion
Warszawa Stadion – przystanek osobowy Polskich Kolei Państwowych położony na terenie warszawskiej dzielnicy Pragi-Południe przy ul. Sokolej, w pobliżu Stadionu Narodowego. Według klasyfikacji PKP ma kategorię dworca aglomeracyjnego.

## Ruch pasażerski
Na przystanku zatrzymują się pociągi:
| Przewoźnik         | Linia | Trasa                                                            |       |
| ------------------ | ----- | ---------------------------------------------------------------- | ----- |
| Koleje Mazowieckie | R1    | Warszawa Wschodnia — Warszawa Powiśle — Skierniewice             | [ 2 ] |
| Koleje Mazowieckie | R2    | Warszawa Zachodnia — Warszawa Powiśle — Łuków                    | [ 2 ] |
| Koleje Mazowieckie | R3    | Warszawa Wschodnia — Warszawa Powiśle — Kutno                    | [ 2 ] |
| Koleje Mazowieckie | R6    | Warszawa Zachodnia — Warszawa Powiśle — Tłuszcz                  | [ 2 ] |
| Koleje Mazowieckie | R7    | Warszawa Zachodnia — Warszawa Powiśle — Dęblin                   | [ 2 ] |
| SKM Warszawa       | S1    | Otwock — Warszawa Powiśle — Pruszków                             | [ 3 ] |
| SKM Warszawa       | S2    | Sulejówek Miłosna — Warszawa Powiśle — Warszawa Lotnisko Chopina | [ 3 ] |

## Opis

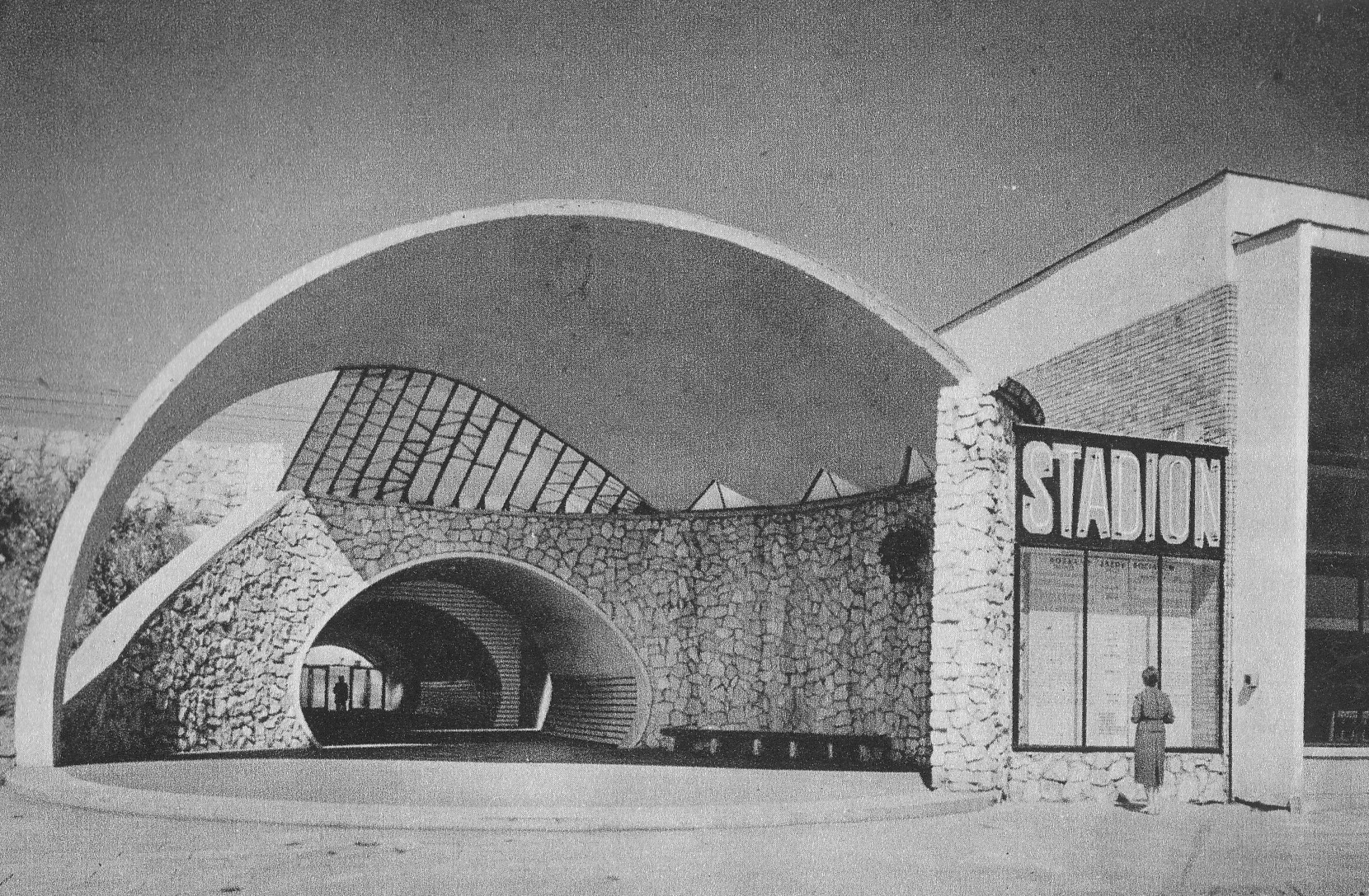
Wejście na przystanek od strony al. Zielenieckiej w latach 60.

Przystanek powstał w roku 1955 według projektu Arseniusza Romanowicza i Piotra Szymaniaka. Był pierwotnie przeznaczony głównie do obsługi ukończonego wówczas Stadionu Dziesięciolecia, w związku z odbywającym się tam V Światowym Festiwalem Młodzieży i Studentów oraz innymi imprezami masowymi. W latach 1955–1958 wzniesiono budynek dworcowy, który łączył w sobie funkcje obsługi przystanku kolejowego i nowo wybudowanego dworca autobusów podmiejskich, co było pierwszym w stolicy przykładem węzła przesiadkowego z prawdziwego zdarzenia. Nowatorska forma budynku budziła w tym okresie duże zainteresowanie polskiej i zagranicznej krytyki architektonicznej. Pewne elementy uważane są za nawiązania do secesji.

### Przebudowa stacji

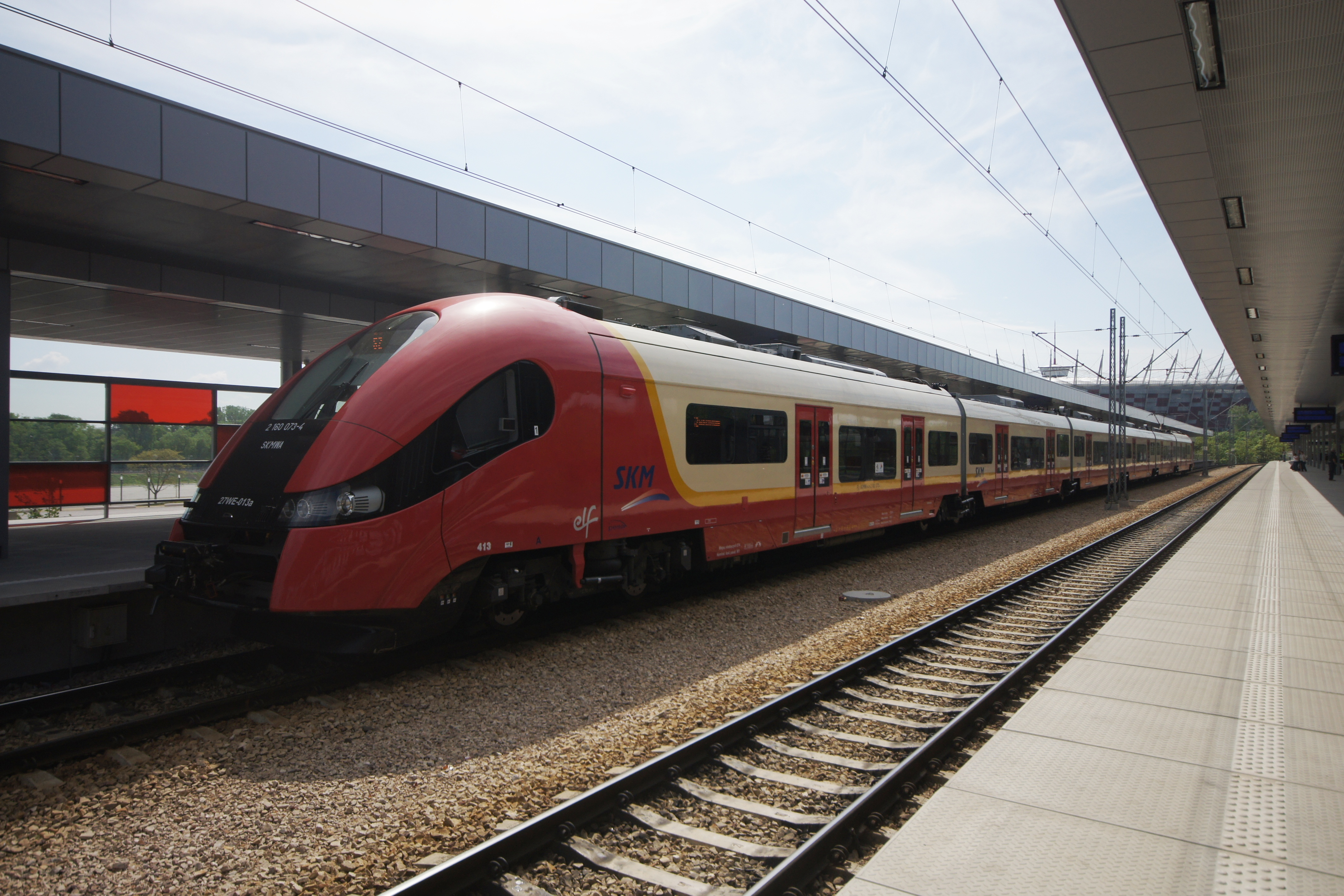
PESA ELF na przystanku

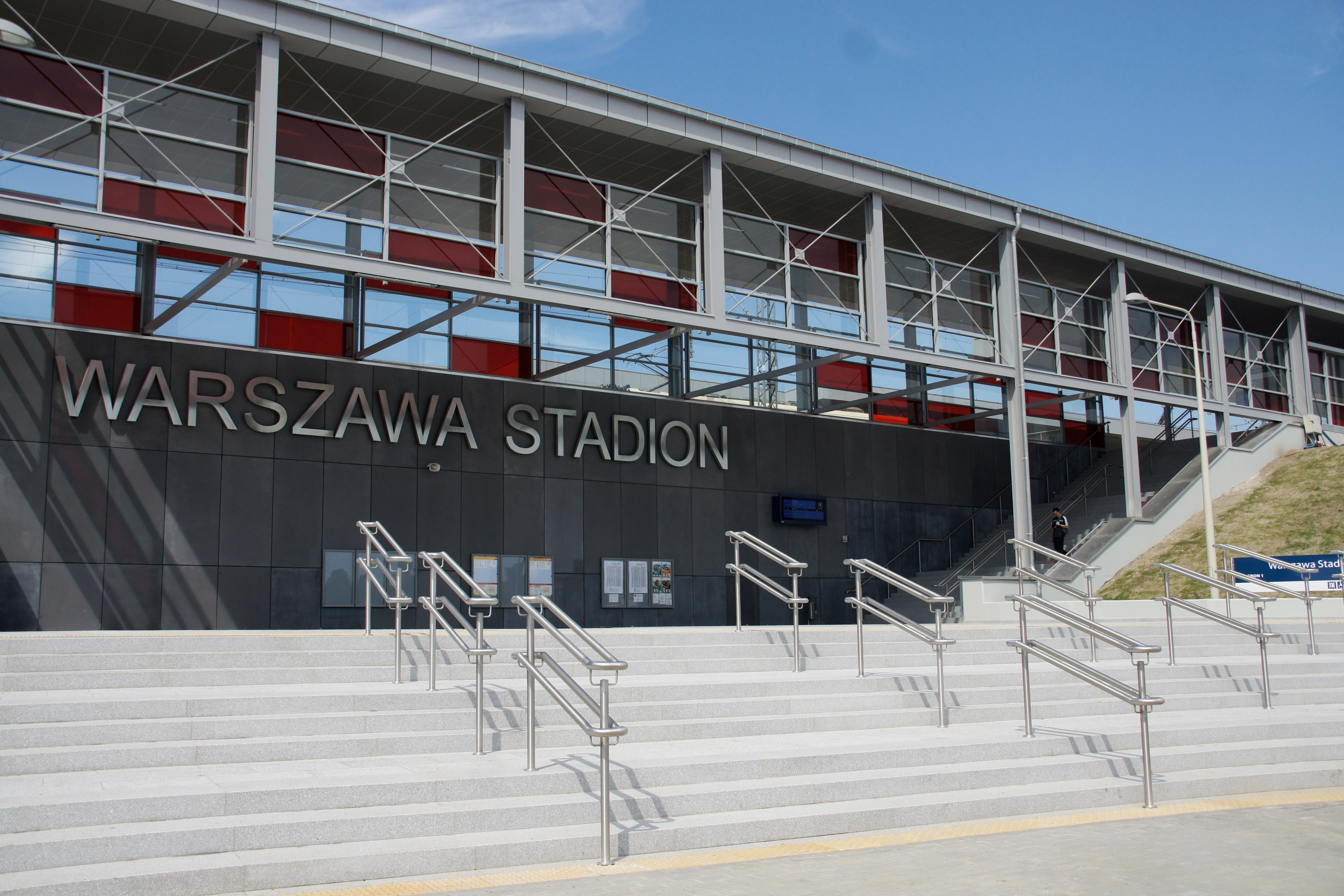
Wejście na przystanek

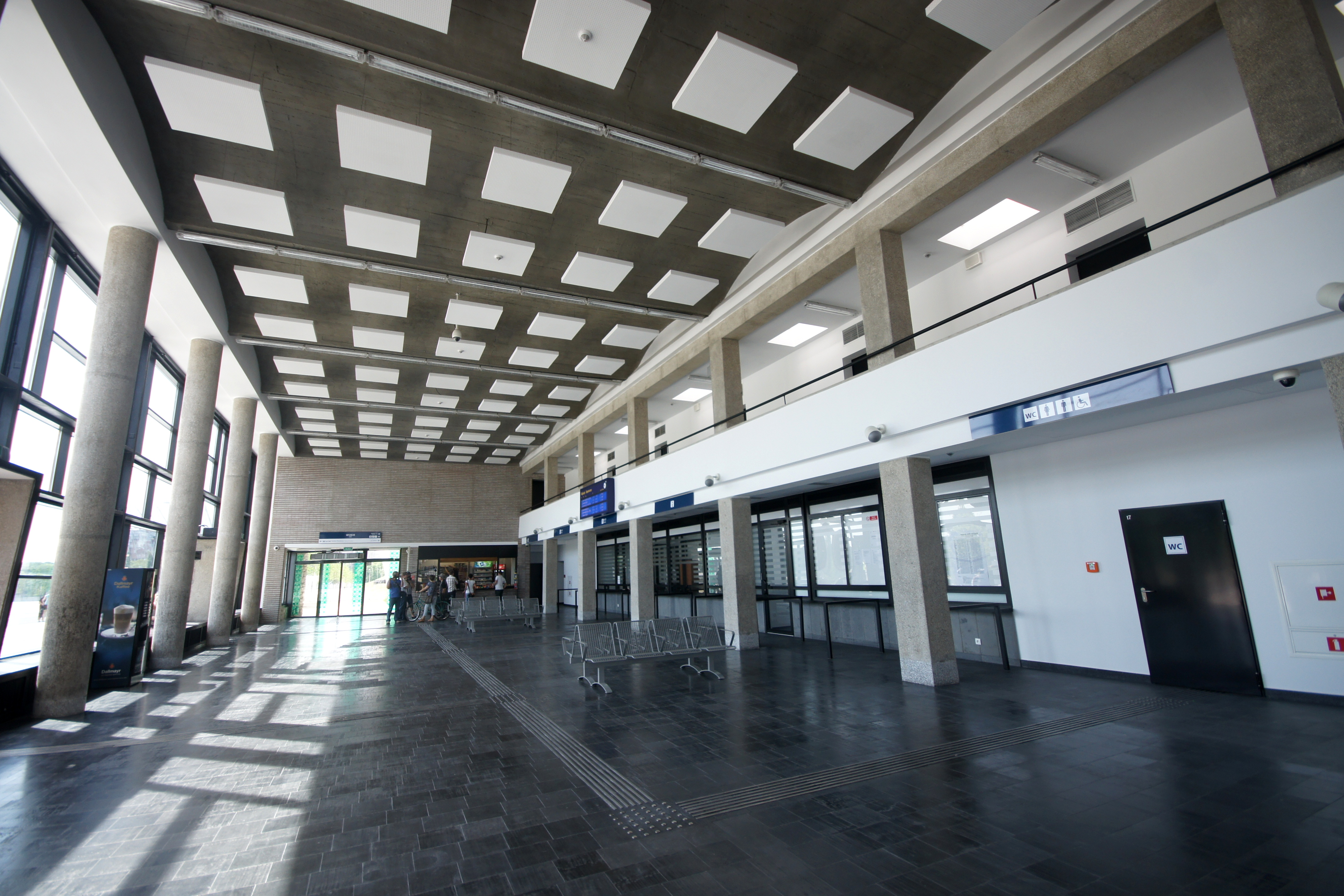
Wnętrze hali kasowej

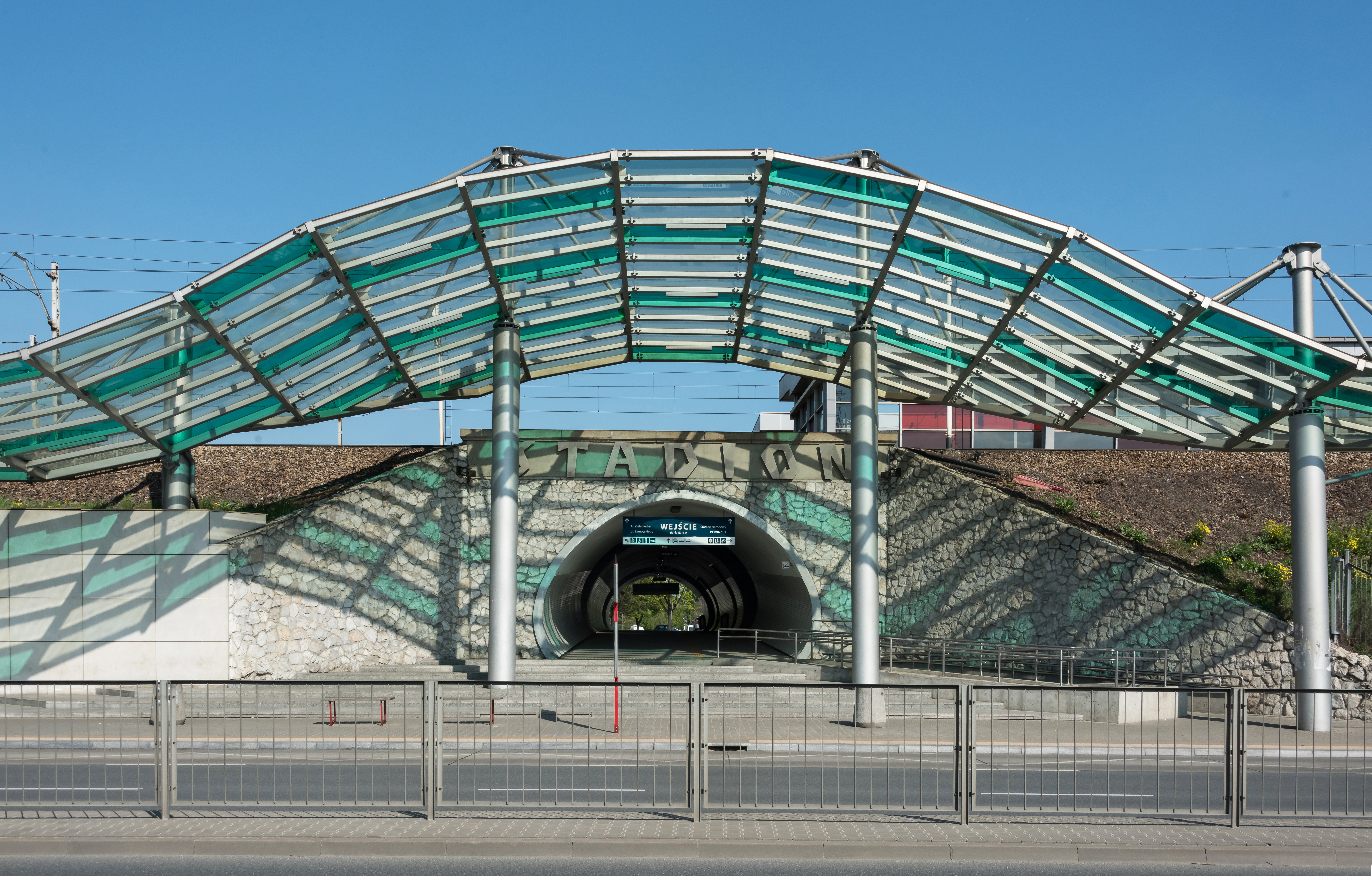
Zadaszone przejście ze stacji metra od strony ul. Sokolej

Przebudowa przystanku oraz części linii podmiejskiej nr 448 była prowadzona w ramach zadania inwestycyjnego pod nazwą „modernizacja linii kolejowej na odcinku Warszawa Wschodnia – Warszawa Stadion wraz z przebudową przystanku Warszawa Stadion i stacji Warszawa Wschodnia”.
Projekt przebudowy był częścią dużego projektu przebudowy warszawskiej linii średnicowej wykonanego przez firmę PÖRY Infra GmbH w wyniku umowy podpisanej 26 listopada 2008. Przebudowa stacji Warszawa Stadion była pierwszym etapem realizacji tego projektu. Dokumentacja projektowa i przetargowa została opracowana 3 marca 2010. 2 lutego 2011 uzyskano decyzję pozwolenia na budowę. Wykonawcą projektu było konsorcjum złożone z firm: polskiego oddziału Bilfinger Berger (Bilfinger Berger Budownictwo spółka akcyjna) oraz Agat spółka akcyjna – 14 lutego 2011 podpisana została umowa o wartości 64 195 486,68 zł brutto. Termin zakończenia robót został ustalony na 31 października 2011, ale ostatecznie stację oddano do użytku 5 maja 2012 z siedmiomiesięcznym opóźnieniem.
Zakres rozbudowy i przebudowy stacji objął:
- połączenie z przystankiem metra Stadion Narodowy
- przebudowę nawierzchni torowej wraz z podtorzem i odwodnieniem,
- modernizację peronów, w tym:
  - dostosowanie do obowiązujących norm w zakresie obsługi osób niepełnosprawnych,
  - budowę zadaszeń peronów,
- przebudowę sieci trakcyjnej i urządzeń sterowania ruchem kolejowym[5].

Przystanek po remoncie był pierwszym przystankiem linii średnicowej objętym monitoringiem.
Do przystanku Warszawa Stadion można dojechać autobusami Zarządu Transportu Miejskiego oraz linią metra M2.
W roku 2022 wymiana pasażerska wyniosła 2 100 osób dziennie.